# Johnny Abbes García
Johnny Abbes García (1924, Santo Domingo – 1967, Haiti) foi o chefe do escritório de inteligência governamental – o Servicio de Inteligencia Militar – durante a ditadura de Rafael Trujillo na República Dominicana. Atuou sob Trujillo durante o final da Terceira República e, mais tarde, serviu a dinastia Duvalier no Haiti.

## Ascensão
Abbes nasceu em 1924 em Santo Domingo, filho de um contador germano-americano e de uma dominicana. Quando jovem, se interessou por esportes e um de seus primeiros empregos foi como repórter esportivo. Em meados da década de 1950, mudou-se para o México, onde trabalhou como oficial na embaixada dominicana. Ele começou a reunir informações sobre os dissidentes anti-Trujillo e retransmitiu essas informações para seu país. Abbes também estudou os aspectos técnicos da espionagem e coleta de informações. Em 1956 regressou para a República Dominicana e, depois que o meio-irmão de Trujillo, Nene, o apresentou ao ditador, rapidamente ascendeu em sua carreira.

## Chefe do SIM
Em 1958, tornou-se o chefe do recém-criado Serviço de Inteligência Militar (SIM)  e o planejador-chefe de assassinatos de adversários do regime no exterior. O SIM empregou milhares de pessoas e esteve envolvido em imigração, passaportes, censura, supervisão de estrangeiros e trabalho secreto, incluindo operações no exterior. Assim, ele foi fundamental na tentativa de assassinar o então presidente da Venezuela, Rómulo Betancourt, quando um carro-bomba explodiu em Caracas, matando o motorista e um transeunte, enquanto Betancourt sobreviveu.

## Após Trujillo
Após o assassinato de Trujillo em maio de 1961, Abbes agiu rapidamente para caçar os assassinos. O filho de Trujillo, Ramfis Trujillo, voltou de Paris, supostamente com a ajuda de Abbes, e tentou ocupar o lugar de seu pai, mas sua tentativa acabou falhando e ele deixou o país, junto com a maioria dos membros da família Trujillo, mais tarde naquele ano. Após a partida dos Trujillos, o presidente Joaquín Balaguer nomeou Abbes cônsul no Japão, porém logo deixou o cargo e passou vários anos na Europa. Retornou ao Caribe em 1966, mudando-se para o Haiti, onde trabalhou para o então presidente François 'Papa Doc' Duvalier como assessor de segurança. Abbes desapareceu em junho de 1967. De acordo com o jornalista Bernard Diedrich, Abbes e sua esposa foram suspeitos de conspirar contra Duvalier, mas as razões de seu desaparecimento e os responsáveis permanecem desconhecidos.